# Mataquescuintla
Mataquescuintla è un comune del Guatemala facente parte del dipartimento di Jalapa.